# Christuskirche (Pinneberg)
Die Christuskirche, bis 1941 Kirche zu Pinneberg genannt, ist ein Kirchengebäude in Pinneberg im Kreis Pinneberg in Schleswig-Holstein. Die kreuzförmige Backsteinkirche mit ihrem 46 Meter hohen Turm in neogotischen Formen wurde ab 1894 nach Plänen des Hamburger Architekten Hugo Groothoff gebaut. Die Gemeinde gehört zum Kirchenkreis Hamburg-West/Südholstein der Evangelisch-Lutherischen Kirche in Norddeutschland (Nordkirche).

## Geschichte
Pinneberg gehörte seit dem Mittelalter zu Rellingen. Die Pinneberger Lutheraner gründeten 1849 trotz des Widerstandes des Rellinger Kirchspiels einen Kirchbauverein für die Gründung einer eigenen Kirchengemeinde. Der neue Verein schrieb Bittgesuche und sammelte in den Jahren nach seiner Gründung 40.000 Goldmark für den Bau eines Kirchengebäudes.
Als Pinneberg 1875 die Stadtrechte erhielt, setzte es sich gegen die Interessen des Kirchspiels Rellingen durch und gründete am 1. Juni 1890 eine eigenständige Kirchengemeinde. Ihr erster Pastor war Hugo Wurmb, die Gottesdienste fanden in einem ehemaligen Möbelmagazin in der Bahnhofstraße 23 statt.
Nach der Gründung des Kirchspiels erhielt der Kirchbauverein vom königlichen Konsistorium 20.000 Goldmark und von der Regierung 22.000 Goldmark für den Bau einer Kirche. Mit den ersten Bauvorbereitungen begann der Bauleiter B. Sahling im April 1894. Am 17. Juni 1894 war die feierliche Grundsteinlegung. Handwerkerleistungen und Materiallieferungen erfolgten durch regional ansässige Firmen im erweiterten Umland von Elmshorn bis Hamburg. Der Bau schritt zügig voran, am 19. September des gleichen Jahres erfolgte das Richtfest, alle Außenarbeiten waren Mitte Dezember abgeschlossen. Groothoff beaufsichtigte den Bauverlauf beständig, er war ungefähr in Abständen von zwei Wochen auf der Baustelle und nahm Ergänzungen vor und entschied Detailfragen. Die Baukosten betrugen 96.000 Goldmark. Als das Gebäude am 31. März 1895 eingeweiht wurde, trug es den Namen Kirche zu Pinneberg. Zwei Jahre später wurde das von Groothoff passend zur Kirche entworfene Pastorat fertiggestellt.
1941 wurde die Kirche zu Pinneberg in Christuskirche umbenannt, zeitgleich erhielt die alte Kapelle auf dem Friedhof am Kirchhofsweg den Namen Lutherkirche. Durch die Flüchtlingsströme nach dem Zweiten Weltkrieg stieg die Einwohnerzahl Pinnebergs, so dass weitere evangelische Kirchengemeinden gegründet wurden.

## Bauwerk
Der Innenraum ist als für 750 Sitzplätze ausgelegtes zentrales Hauptschiff mit zwei schmalen Seitengängen und einem großzügigen Querhaus gestaltet. Den Übergang vom Kirchenschiff zum polygonalen Chor markiert ein großer Spitzbogen. Um eine gute Innenraumbeleuchtung zu erreichen, wählte Groothoff für das Querhaus auf beiden Seiten das für seine Kirchenentwürfe typische große Rundfenster. Das Gebäude wird durch Anbauten wie Treppenturm und Sakristei von außen asymmetrisch und bietet dem Betrachter so verschiedene abwechslungsreiche Ansichten.
Das Bauwerk überstand den Ersten Weltkrieg und den Zweiten Weltkrieg unbeschadet. 1961 wurde das Mauerwerk neu verfugt sowie Dachrinnen, Regenrohre und die Blitzschutzanlage erneuert. Nach einem Sturm wurden 1988 Schieferplatten auf dem Dach ausgetauscht.
1966/67 beauftragte die Kirchengemeinde den Pinneberger Architekten Hans-Joachim Meier damit, den Innenraum der Christuskirche heller und freundlicher zu gestalten. Die neugotischen Spitzbögen wurden zugemauert, die alten Bemalungen der Rundbögen überstrichen, die Kathedralfenster ausgetauscht beziehungsweise zugemauert und die Emporen mit Schieferplatten verkleidet. Der alte Holzaltar und die Kanzel wurden entfernt.
35 Jahre später wurde der Originalzustand des Innenraumes unter der Leitung des Architekten Gunnar Seidel wieder hergestellt. Neben aufwendigen Rückbauarbeiten wurde für die Baukosten in Höhe von 470.000 Euro auch eine moderne Heizungsanlage installiert. Der alte Holzaltar, die Kanzel und die alten bleigefassten Kathedralfenster konnten nicht wieder eingebaut werden, weil deren Verbleib nicht geklärt werden konnte.

## Ausstattung
Seit Februar 1895 hängen im Turm der Kirche zwei Glocken. Das älteste Ausstattungsstück ist ein Taufbecken mit Deckel, das bereits seit der Einweihung in Benutzung ist.

## Orgel
Bis zur Mitte der 1960er-Jahre hatte die Kirche eine Orgel aus der Werkstatt von Ernst Röver aus dem Jahr 1896. Die Firma Kemper führte in zwei Bauabschnitten 1956 und 1968 einen eingreifenden Umbau durch, der einem Neubau gleichkam. In einem neuen Gehäuse wurden etwa zehn alte Register einbezogen. Ab 2008 gab es Bestrebungen, wieder ein ähnlich klingendes Instrument wie die Röver-Orgel zu bauen, die dazu führten, dass am 5. Oktober 2014 die neue Baumhoer-Orgel eingeweiht werden konnte. Auch von der Konstruktion her orientiert sich der Neubau an dem Vorgängerinstrument von 1896. Etwa sechs restaurierte Röver-Register sind in dem neuen Werk integriert. Eine Besonderheit stellt die Kastenlade dar, die wie bei Röver nach dem Abstromprinzip konzipiert ist und einen hohen Winddruck ermöglicht. Im Pedal finden sich zwei Transmissionen; die Trompete 8′ im Pedal ist zum Ausbau vorbereitet. Die zweimanualige Orgel verfügt über 32 klingende Register mit insgesamt 1842 Pfeifen und kostete 500.000 Euro.
Die Disposition lautet:
| I Hauptwerk C–g3 |            |       |
| 1.               | Bordun     | 16′   |
| 2.               | Prinzipal  | 16′   |
| 3.               | Prinzipal  | 8′    |
| 4.               | Gambe      | 8′    |
| 5.               | Gemshorn   | 8′    |
| 6.               | Hohlflöte  | 8′    |
| 7.               | Gedeckt    | 8′    |
| 8.               | Oktave     | 4′    |
| 9.               | Flöte      | 4′    |
| 10.              | Quinte     | 2 ⁄3′ |
| 11.              | Oktave     | 2′    |
| 12.              | Cornett II |       |
| 13.              | Mixtur III |       |
| 14.              | Trompete   | 8′    |

| II Manual C–g3 |                  |     |
| 15.            | Lieblich Gedeckt | 16′ |
| 16.            | Geigenprinzipal  | 8′  |
| 17.            | Harmonieflöte    | 8′  |
| 18.            | Lieblich Gedeckt | 8′  |
| 19.            | Salicional       | 8′  |
| 20.            | Violino          | 8′  |
| 21.            | Vox Coelestis    | 8′  |
| 22.            | Flauto Dolce     | 4′  |
| 23.            | Fugara           | 4′  |
| 24.            | Waldflöte        | 2′  |
| 25.            | Oboe             | 8′  |

| Pedal C–f1 |                    |     |
| 26.        | Offenbass          | 16′ |
| 27.        | Violon             | 16′ |
| 28.        | Subbass            | 16′ |
|            | Gedeckt (= Nr. 15) | 16′ |
| 29.        | Oktavbass          | 8′  |
|            | Viola (= Nr. 20)   | 8′  |
| 30.        | Flötbass           | 8′  |
| 31.        | Cello              | 8′  |
| 32.        | Posaune            | 16′ |
|            | Trompete           | 8′  |

- Koppeln:
  - Normalkoppeln: II/I, I/P, II/P
  - Superoktavkoppel: II/II
  - Suboktavkoppel: I/I
- Spielhilfen: 1 freie Kombinationen, 4 feste Kombinationen, Tutti, Rohrwerke An / Aus, Crescendowalze, Doppelter Schwelltritt